# 捷尔诺夫斯基农村居民点
捷尔诺夫斯基农村居民点（俄语：Терновское сельское поселение）是俄罗斯联邦沃罗涅日州新霍皮奥尔斯克区所属的一个农村居民点。其下辖有4个居民点，行政中心为捷尔诺夫斯基。据2016年统计，该农村居民点的人口为820人。